# Raúl González San Vicente
Raúl Isaac González San Vicente (Valparaíso, Chile, 2 de diciembre de 1955) es un exfutbolista chileno que jugó en la posición de defensa lateral derecho. Es padre del también futbolista Mark González.

## Trayectoria
Se inició como futbolista profesional en Santiago Wanderers de Valparaíso en 1975, con el cuadro porteño logra el ascenso a la primera división en 1978.
En 1979 pasó a Palestino donde disputó la Copa Libertadores de aquel año llegando a semifinales.
En 1983 emigró al fútbol sudafricano junto con Mario Varas y Eddie Campodónico también jugadores de Palestino, recomendados por el entrenador Mario Tuane. Ya en Sudáfrica actuó por el Moroka Swallows de Johannesburgo en 1983 y 1987, y por el Bush Bucks FC de Durban de 1984 a 1986. Ganó la Mainstay Cup (actual Copa de Sudáfrica) en 1983 con el Moroka Swallows dirigido por Mario Tuane y en 1985 se consagró campeón de la National Soccer League (NSL) con el Durban Bush Bucks.

## Selección nacional
En 1975 integró la Selección sub-20 de Chile que logró el segundo puesto en el Campeonato Sudamericano Sub-20 de 1975.
Vistió la camiseta de la Selección de fútbol de Chile en 4 encuentros durante el año 1979, destacando su participación en la Copa América 1979, obteniendo el vicecampeonato.

### Participaciones en Copa América
| Copa              | Sede              | Resultado  | Partidos | Goles |
| ----------------- | ----------------- | ---------- | -------- | ----- |
| Copa América 1979 | Sin sede definida | Subcampeón | 2        | 0     |

## Clubes
| Club               | País      | Año       |
| ------------------ | --------- | --------- |
| Santiago Wanderers | Chile     | 1975-1978 |
| Palestino          | Chile     | 1979-1982 |
| Moroka Swallows    | Sudáfrica | 1983      |
| Durban Bush Bucks  | Sudáfrica | 1984-1986 |
| Moroka Swallows    | Sudáfrica | 1987      |

## Palmarés
| Título            | Club               | País      | Año  |
| ----------------- | ------------------ | --------- | ---- |
| Primera B         | Santiago Wanderers | Chile     | 1978 |
| Copa de Sudáfrica | Moroka Swallows    | Sudáfrica | 1983 |
| NSL               | Moroka Swallows    | Sudáfrica | 1985 |